# Khizr Pacha
 (août 2013).
Si vous disposez d'ouvrages ou d'articles de référence ou si vous connaissez des sites web de qualité traitant du thème abordé ici, merci de compléter l'article en donnant les références utiles à sa vérifiabilité et en les liant à la section « Notes et références ».
Khizr Pacha, ou Kheder Pacha, est un officier ottoman, placé à trois reprises à la tête de la régence d'Alger : 1589-1592 (entre Dali Ahmed Pacha et Chaban Pacha) ; 1595-1596 (entre Chaban Pacha et Moustapha Pacha) ; 1604-1605 (entre Süleyman Pacha et le « Pacha anonyme »).

## Biographie
En 1590, Khizr dirige la répression d'une révolte kabyle en assiégeant la citadelle de la Kalâa dans les Bibans.

### Premier gouvernorat
En 1592, il succède à Dali Ahmed Pacha, mort au cours d'une campagne à Tripoli. Sous son gouvernement, les prédations des raïs deviennent de plus en plus nombreuses ; c'est l'époque de la fondation des grandes fortunes des raïs (capitaines corsaires) « renégats » tels que Mami Corso, Mami Napolitano et Mami Arnaute.
Malgré l'état de paix entre l'Empire ottoman et la France, le Sultan de Constantinople les a autorisés « à courir sus aux navires de Marseille pour punir cette ville de s'être rangée du parti de la ligue contre son roi. » Or, les navires de Marseille, richement chargés et géographiquement proches, constituaient des proies très recherchées.
À l'intérieur, commence une grande insurrection kabyle, qui va durer plus d'un demi-siècle. À l'issue de cette première période, Kheder est remplacé par Chaban Pacha.

### Deuxième gouvernorat
En 1596, Khizr revient de Constantinople. Il s'est disculpé de la plainte de corruption que les janissaires ont portée contre lui par l'intermédiaire du grand raïs Mami Arnaute. Il rentre avec la ferme intention de se venger. À peine installé, il s'empare de 15 000 écus d'or appartenant à son prédécesseur, sous prétexte de les utiliser pour la reconstruction du port ruiné par l'ouragan de 1593. Il cherche appui auprès des raïs contre la haine des janissaires, et favorise la révolte des Kouloughlis (métis de Turcs et de femmes du pays, tenus à l'écart du pouvoir).
Ces guerres de tous contre tous mettent l'anarchie à son comble. La ville est ensanglantée pendant des mois entiers. Il doit partir sous les plaintes du parti turc, qui l'accuse de vouloir se rendre indépendant, et de l'ambassadeur français. Il est remplacé par Moustapha Pacha.

### Troisième gouvernorat
Khizr revient à Alger avec l'intention de se venger de la France. Il s'empare des 6 000 sequins envoyés par le gouvernement ottoman pour indemniser les négociants français victimes de spoliations. En 1604, il brutalise le consul, attaque le Bastion de France et massacre ou réduit en esclavage son personnel. Face aux plaintes répétées du roi Henri IV, Mohammed Koucha, envoyé de Constantinople pour prendre le contrôle de la régence, se déplace à Alger en 1605 accompagné de M. de Brèves, ambassadeur de France à Constantinople. Khizr est étranglé sur ordre de nouveau pacha, il est enterré près de la mosquée Sidi Abderrahmane. Pour autant, la nouvelle autorité ne procède ni à l'indemnisation les victimes françaises ni à leur libération.

### Sources
- Ernest Mercier, Histoire de l'Afrique septentrionale
- Henri-Delmas de Grammont, Histoire d'Alger sous la domination turque